# Gare de Mies
La gare de Mies est une gare ferroviaire située à Mies dans le canton de Vaud (Suisse).

## Situation ferroviaire
Établie à 394 mètres d'altitude, la gare de Mies est située au point kilométrique (PK) 49,46 de la ligne Lausanne – Genève entre les gares de Pont-Céard et de Tannay.

## Histoire
Le 6 octobre 2015, les CFF, le canton de Genève et le canton de Vaud, financent à hauteur de 116 millions de francs la réalisation d'un aménagement des gares de Chambésy et de Mies. Cet aménagement consiste à la création de deux îlots afin d'ajouter une quatrième voie et un nouveau quai central. Ces travaux permettrons de passer dès juin 2018, à la cadence de toutes les 15 minutes,. Cependant, à la suite de problèmes d'achat de terrains vers Pregny-Chambésy, la planification des travaux a été retardée de six mois,.
Le 18 juin 2017, le nouveau quai central est ouvert et l'ancien quai latéral est fermé pour sa destruction. La 4e voie entre en service commercial le 11 juin 2018. La nouvelle gare a été inaugurée le 24 juin 2018.

## Service des voyageurs

### Accueil
La gare est composée d'un quai central équipé d'un abri, accessible par un passage souterrain depuis le chemin Sous Voie.

### Desserte
La gare est desservie par les trains Léman Express qui relient la gare de Coppet aux gares d'Évian-les-Bains (L1), d'Annecy (L2), de Saint-Gervais-les-Bains-Le Fayet (L3) et d'Annemasse (L4).

### Intermodalité
La gare n'offre pas de correspondance avec les autobus sauf la nuit où elle est desservie par la ligne 891 (Afterbus) des transports publics de la région nyonnaise (TPN).